# Tomaspisinella punctata
Tomaspisinella punctata är en insektsart som beskrevs av Victor Lallemand 1949. Tomaspisinella punctata ingår i släktet Tomaspisinella och familjen spottstritar. Inga underarter finns listade i Catalogue of Life.